# Dashera

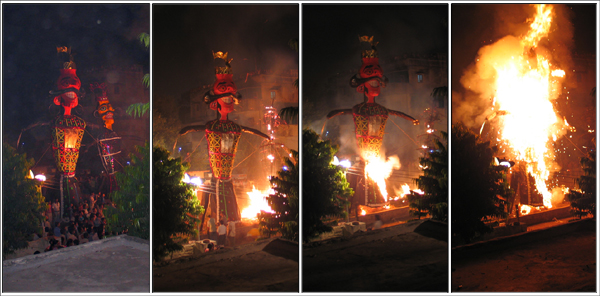
Dashara in Delhi; Ravana wordt verbrand

Dashera of Dasara (van het Sanskriet Dasha-hara; verwijderaar van ongeluk) is een van de belangrijkste feesten binnen het hindoeïsme. Het wordt regionaal ook wel Dussera en Dussehra genoemd. Dashera wordt gevierd aan het eind van Navratri.